# Триртутьлантан
Триртутьланта́н — неорганическое соединение, интерметаллид
лантана и ртути
с формулой LaHg3,
кристаллы.

## Получение
- Сплавление стехиометрических количеств чистых веществ:

{\displaystyle {\mathsf {3Hg+La\ {\xrightarrow {920^{o}C}}\ LaHg_{3}}}}

## Физические свойства
Триртутьлантан образует кристаллы гексагональной сингонии, пространственная группа P 63/mmc, параметры ячейки a = 0,6822 нм, c = 0,4960 нм, Z = 2,
структура типа станнида триникеля Ni3Sn
.
Соединение образуется по перитектической реакции при температуре 920 °C.